# Biblioteca Municipal de Jaraíz de la Vera
La Biblioteca Municipal Martiria Sánchez López (anteriormente denominada Alfonso Izarra) es la biblioteca municipal de Jaraíz de la Vera (Cáceres).

## Historia
Se inauguró en el año 1968, en un viejo edificio que fue derribado para construir la actual Casa de Cultura, en el año 1987, donde actualmente se encuentra. La dirección es C/ Mérida, 17.